# Elizabeth: The Golden Age
Elizabeth: The Golden Age er en britisk film fra 2007 instrueret af Shekhar Kapur, der også instruerede den første film, Elizabeth, fra 1998. Filmen har ligesom den forrige Cate Blanchett i titelrollen som dronning Elizabeth 1. af England.
Filmen blev nomineret til to Oscars, en Oscar for bedste kvindelige hovedrolle (Cate Blanchett) og bedste kostumer, sidste nævnte vandt filmen.

## Filmlokationer
- Baddesley Clinton, Warwickshire, England, UK (Raleighs hus, eksteriør)
- Brean Down, Weston-super-Mare, Somerset, England (dronning Elizabeth taler til sine tropper her)
- Burghley House, Stamford, Lincolnshire, England (John Dees hus, ekstiør/London gyde/gade i Paris)
- Burnham-on-Sea, Somerset, England
- Dorney Court, Dorney, Buckinghamshire, England (Raleighs hus/Walsinghams hus/kapel interiør)
- Doune Castle, Doune, Stirling, Scotland
- Eilean Donan Castle, Kyle of Lochalsh, Highland, Scotland (Fotheringhay Castle eksteriør)
- Ely Cathedral, Ely, Cambridgeshire, England (Whitehall Palace interiør)
- Hatfield House, Hatfield, Hertfordshire, England (Chartley Hall, also the interiør i Walsinghams House)
- Leeds Castle, Kent, England (Chartley Hall/Windsor Castle eksteriør)
- Petworth House, Petworth, West Sussex, England (Windsor Great Park)
- Shepperton Studios, Shepperton, Surrey, England
- St Bartholomew-the-Great, London, England (Fotheringhay Castle/Chartley Hall interiør)
- St John's College, Cambridge, Cambridge, Cambridgeshire, England (Whitehall Palace exteriors/Thames scenes)
- Wells Cathedral, Wells, Somerset, England (Whitehall Palace interiør)
- Westminster Cathedral, Westminster, London, England (Escorial Palace/Lissabon Katedral interiør)
- Winchester Cathedral, Winchester, Hampshire, England, (Saint Paul's Cathedral/The Chapel Royal interiør/galgescenen)  Arkiveret 29 August 2011 hos  Wayback Machine

## Medvirkende
- Cate Blanchett
- Clive Owen
- Geoffrey Rush
- Abbie Cornish
- Samantha Morton
- Susan Lynch
- Jordi Mollà
- Rhys Ifans
- Eddie Redmayne
- Tom Hollander
- David Threlfall
- Adam Godley
- Laurence Fox
- William Houston
- Christian Brassington

## Ekstern henvisning
- Elizabeth: The Golden Age på Internet Movie Database (engelsk)
- Elizabeth: The Golden Age på Filmdatabasen
- Elizabeth: The Golden Age på Scope
- Elizabeth: The Golden Age i Svensk Filmdatabas (svensk)
- Elizabeth: The Golden Age på AlloCiné (fransk)
- Elizabeth: The Golden Age på MovieMeter (nederlandsk)
- Elizabeth: The Golden Age på AllMovie (engelsk)
- Elizabeth: The Golden Age hos American Film Institute (engelsk)
- Elizabeth: The Golden Ages profil hos Encyclopædia Britannica Online (engelsk)
- Elizabeth: The Golden Age på Turner Classic Movies (engelsk)